# Adolf von Heyden
Adolf von Heyden (* 29. August 1847 in Buschmühl; † 12. Juli 1920 in Groß Below) war Landrat in Beeskow-Storkow und Demmin.

## Leben
Adolf von Heyden war der Sohn von Karl von Heyden (1822–1888) und dessen Frau Cäcilie von Rhade (1823–1903). Er besuchte das Gymnasium in Anklam und studierte anschließend in Heidelberg, Leipzig und Berlin Rechtswissenschaften. 1868 wurde er Referendar. Er nahm 1870/71 mit den Demminer Ulanen am Deutsch-Französischen Krieg teil, wobei er an Typhus erkrankte und bei Orléans im Lazarett lag. 
1874 war er als Gerichtsassessor Amtsrichter in Oberschlesien. Bald darauf eröffnete er eine Anwaltskanzlei in Frankfurt (Oder), trat jedoch bereits 1877 als Regierungsassessor in Potsdam in den Staatsdienst. 1880 wurde er Landrat des Landkreises Beeskow-Storkow. Nach dem Tod des Vaters erbte er 1888 das Gut Groß Below und trat das frei gewordene Amt des Landrats des Landkreises Demmin an. 
In seiner Amtszeit führte er die Verhandlungen zum Bau der Demminer Kleinbahnen, beauftragte den Ausbau der Chausseen und ließ 1911 in Demmin das Gebäude des Landratsamtes errichten. Zum Jahresende 1912 trat er in den Ruhestand.

## Familie
Adolf von Heyden heiratete 1875 Margarete Harttung (1863–1932), die Tochter eines Arztes. Aus der Ehe gingen sechs Töchter hervor.